# 北京路石房子
25°02′20″N 102°43′08″E / 25.03889°N 102.71889°E
北京路石房子位于中华人民共和国云南省昆明市盘龙区北京路与尚义街交汇处的茶花公园内，系民国二十六年（1937年）时任滇黔绥靖公署交际处主任和云南省警务处处长兼省会警察局局长李鸿谟私人建造的园林式宅院。因建筑外墙为青石垒砌，故称“石房子”。占地面积523平方米，砖木结构，中式屋顶，西式门窗，为中西合璧的建筑风格。除屋顶有所改动外，其余部分基本保持原貌，具有鲜明的时代特色。是昆明城区至今保存较为完整的近现代优秀建筑。
石房子在民国时期被称为“李公馆”，曾接待过蒋介石、汪精卫、宋美龄、陈纳德等军政要员。1951年后曾一度成为昆明市人民政府所在地。
2011年1月公布为第五批市级文物保护单位。2012年1月公布为第七批升级文物保护单位。